# Алис Манро
Алис Манро (енгл. Alice Munro; Вингам, Онтарио, 10. јул 1931  — Порт Хоуп, 13. мај 2024) била је канадска књижевница. Писала је на енглеском језику. Добитница је Нобелове награде за књижевност 2013. и Man Booker International награде 2009. за животно дело. Такође је троструки добитник канадског признања Governor General's Award за прозу.
Приче Манроове најчешће су смештене у округу Хјурон у југозападном делу Онтарија Оне истражују сложеност људске психологије једноставним прозним стилом. Манроова се сматра „једним од највећих савремених прозних писаца“, а Синтија Озик назвала ју је „нашим Чеховом“

## Младост
Манро је рођена као Алис Ен Лејдлоу (енгл. Alice Ann Laidlaw) у Вингаму, Онтарио. Њен отац, Роберт Ерик Лејдлоу, био је сакупљач лисичјег и крзна канадске куне а њена мајка Ен Кларк Лејдлоу, била је наставница у школи. Манро је почела с писањем као тинејџерка, објавила је своју прву причу „Димензије сенке“ (The Dimensions of a Shadow) 1950, док је студирала енглески и журналистику на Универзитету Западног Онтарија уз двогодишњу стипендију. Током овог периода радила је као конобарица, берач дувана и библиотекарска службеница. 1951. године напушта универзитет да би се удала за колегу студента Џејмса Манроа. Њих двоје су се преселили у Дандарејв, Западни Хановер, где је Џејмс имао посао у робној кући. 1963, пар се сели у Викторију, где отварају књижару Књиге Манроових.

## Књижевни рад
Прва збирка прича Манроове, Плес веселих сенки (Dance of the Happy Shades) (1968), изузетно је добро примљена и  освојила је Governor General's Award, највише канадско књижевно признање Тај успех је праћен Животима девојака и жена (Lives of Girls and Women) (1971), збирком међусобно повезаних прича понекад погрешно описаних као роман. 1978. објављена је њена збирка међусобно повезаних прича Шта ти мислиш, ко си ти?  (Who Do You Think You Are?.  у Сједињеним Државама збирка је објављена под насловом The Beggar Maid: Stories of Flo and Rose, Собарица просјак: Приче стреле и руже). За ову књигу Манроова је по други пут освојила Governor General's Award. Од 1979. до 1982. обилазила је Аустралију, Кину и Скандинавију. 1980. Манроова је била писац-резидент на Универзитету Британске Колумбије и на Универзитету Квинсланда. Током 1980-их и 1990-их објављивала је збирке кратких прича једном у сваке четири године.
Манроовине приче често су објављиване у публикацијама као што су The New Yorker, The Atlantic Monthly, Grand Street, Mademoiselle, иThe Paris Review. У интервјуима поводом промоције њене збирке из 2006. The View from Castle Rock, Манро је сугерисала да можда неће даље објављивати збирке. Касније је променила мипљење и наставила је да објављује. Њена збирка Превише среће (Too Much Happiness) је објављена у августу 2009. Њена прича Медвед је дошао преко планине (The Bear Came Over the Mountain) доживела је своју филмску адаптацију у филму Away from Her, који је режирала Сара Поли, док су главне улоге тумачили Џули Кристи и Гордоном Пинсентом. Филм је премијеру имао на Међународном филмском фестивалу у Торонту 2006. и био је номинован за Оскара за најбољи адаптирани сценарио, али изгубио је од No Country for Old Men.
Дана 10. октобра 2013, Манроовој је додељена Нобелова награда за књижевност као „мајстор савремене кратке приче“ Она је прва Канађанка и 13. жена која је добитник Нобелове награде за књижевност.

## Стил писања
Многе Манроовине приче су смештене у округу Хјурон, Онтарио. Њена снажна регионална преокупација је једна од одлика њене фикције. Друга је свезнајући наратор који служи да да смисао свету. Многи пореде Манроовине околности малог места са писцима руралног Југа Сједињених Држава. Као и у делима Вилијама Фолкнера и Фланери О’Конор, њени ликови се често суочавају са дубоко укорењеним навикама и традицијама, али реакције Манроовивих ликова су генерално мање интензивни од јужних писаца на ту тему. Њени мушки ликови теже да обухвате особине сваког човека, док су њени женски ликови сложенији. Много Манроовиног рада приказује дословно жанр познат као Јужноонтаријски сирови.
Манроовин рад је често поређен са великим писцима кратких прича. У њеним причама, као и у Чеховљевим, радња је у другом плану и мало тога се дешава. Као и код Чехова, Гаран Холкоумб примећује: „Све је базирано на епифаничном тренутку, нагло просвећивање, концизан, суптилан, откривајући детаљ.“ Њен рад се сноси са „љубављу и послом, и неуспеху код оба. Она дели Чеховљеву опсесију временом и нашу веома жаљену немогућност да одложимо или спречимо његово немилосрдно напредовање.“
Честа тема њеног рада, посебно видљива у њеним ранијим причама, била је дилема девојке која се приближава пунолетству и која се сукобљава са својом породицом и градићем у којем је одрастала. У скоријим делима, као што је Мржња, пријатељство, удварање, љубав, брак (2001) (Hateship, Friendship, Courtship, Loveship, Marriage) and и Бегунац (Runaway) она замењује фокус невољама средњих година, женама које су саме, и старошћу.
Манроовина проза открива нејасноће живота: „иронично и озбиљно у исто време“, „мото побожности и части и ватрена нетрпељивост“, „посебно, бескорисно знање“, тоне пискаве и „срећне срамоте“, „лош укус, бездушност, радост тога“. Њен стил ставља фантастику поред уобичајеног, где свако поткопава друге на начин да једноставно и без напора буди живот. Како Роберт Такер примећује:
„Манроовино писање ствара... емпатијску унију међу читаоцима, критичарима највидљивије међу њима. Њено писање нас привлачи својом истинотошћу — не мимезисом, такозваним, и ... реализмом, већ првенствено осећањем постојања онога што јесмо  ... једноставно битисањeм људског бића.“
Многи критичари су тврдили да Манроовине приче често имају емоционалну и буквалну дубину романа. Неки су питали да ли Манро заправо пише мале приче или романе. Алекс Киган, пишући у „Електирици“, дао је једноставан одговор: „Кога је брига? У већини Манроовиних прича има много тога као у многим романима.“

## Лични живот
Манро је била венчана за Џејмса Манроа од 1951. Њихове кћерке Шејла, Кетрин и Џени рођене су редом 1953, 1955 и 1957. Кетрин је умрла 15 сати по рођењу.
Године 1963, Манроови су се преселили у Викторију где су отворили Књиге Манроових, популарну продавницу књига. Године 1966, њихова кћерка Андреа је рођена. Елис и Џејмс Манро су се развели 1972.
Манроова се вратила у Онтарио где је постала писац с местом у Универзитету Западног Онтарија, а 1976. примила је звање доктора наука од те установе. 1976, удала се за Џералда Фремлина, картографа и географа кога је упознала у њеним универзитетским данима. Пар се преселио изван Клинтона, Онтарио, а касније у кућу у Клинтону, где је Фремлин умро 17. априла 2013, са 88 година.
На појављивању у Торонту у октобру 2009, Манро је индицирала да је имала третман против рака и за стање срца које је захтевало операцију премошћавања коронарне артерије

## Дела

### Оригиналне збирке кратких прича
- Плес срећних сенки (Dance of the Happy Shades)- 1968 (добитник Governor General's Awards 1968)
- Животи девојака и жена (Lives of Girls and Women) - 1971
- „Нешто што сам мислила да ти кажем“ (Something I've Been Meaning to Tell You) - 1974
- „Ко мислиш да си?“ (Who Do You Think You Are?)- 1978 (добитник Governor General's Awards 1978; такође објављена и као The Beggar Maid, „Собарица просјак“)
- „Месеци Јупитера“ (The Moons of Jupiter)- 1982 (номинован за Governor General's Awards 1982)
- Знаци љубави (The Progress of Love)- 1986 (добитник Governor General's Awards за фикцију 1986)
- „Пријатељ из моје младости“ (Friend of My Youth)- 1990 (добитник Trillium Book Award)
- „Отворене тајне“ (Open Secrets)- 1994 (номинован за 1994 Governor General's Awards)
- „Љубав добре жене“ (-{The Love of a Good Woman}-) - 1998 (добитник Гилерове награде 1998)
- „Мржња, пријатељство, удварање, љубав, брак“ (Hateship, Friendship, Courtship, Loveship, Marriage) - 2001 (реобјављено као Away From Her)
- Бекство (Runaway) - 2004 (добитник Гилерове награде. 2004.  978-1-4000-4281-4.
- „Поглед из каменог замка“ (The View from Castle Rock) - 2006
- „Превише среће“ (Too Much Happiness)- 2009
- Голи живот (књига) (Dear Life)- 2012

### Компилације кратких прича
- за фикцију на енглеском језику (1968, 1978, 1986)
- Канадска књижарска награда за Животе девојака и жена (1971)
- Ужи избор за годишњу (УК) Букерову награду за фикцију (сада Man Booker Prize) (1980) за дело Собарица просјак (The Beggar Maid)
- (1986)
- за Пријатељ из моје младости (Friend of My Youth) (1991), Љубав добре жене (1999) и Драги животе (2013)[24]
- (1995, УК) за Отворене тајне (Open Secrets)
- за изврсност у краткој фикцији (1997)
- Награда националног круга књижевних критика (1998, САД) за Љубав добре жене (The Love of a Good Woman)
- Гилерова награда (1998 and 2004)
- награда за кратку причу (2001) дата живом америчком или канадском писцу.
- Либрис награда
- О. Хенри награда за настављање достигнућа у краткој фикцији у САД за „Страст“ (Passion, 2006) и „За шта хоћеш да знаш“ (What Do You Want To Know For, 2008)
- међународна награда (2009, УК)[25]
- Канадско-аустралијска књижевна награда
- Комонвелтова награда за писце регионална награда за Канаду и Карипска острва.
- Нобелова награда за књижевност (2013) као „мајстор свеобухватне кратке приче“.

## Признања и почасти
- 1992: Страни почасни члан Америчке академије уметности и књижевности
- 1993: Краљевско друштво Канаде Lorne Pierce Medal
- 2005: Орден части за књижевност из САД Национални клуб уметности
- 2010: Витез реда уметности и књижевности[26]
- 2002, њена кћерка Шејла Манро објавила је спомен из детињства, „Животи мајки и кћерки: Одрастајући уз Елис Манро“ (Lives of Mothers and Daughters: Growing Up With Alice Munro)